# Suore della Sacra Famiglia di Villefranche
Le Suore della Sacra Famiglia di Villefranche (in francese Soeurs de la Sainte Famille de Villefranche) sono un istituto religioso femminile di diritto pontificio: le suore di questa congregazione pospongono al loro nome la sigla S.F.

## Storia
La congregazione venne fondata da Émilie de Rodat (1787–1852): desiderando abbracciare la vita religiosa, il 3 maggio 1816, con il sostegno del vicario generale della diocesi di Rodez Antoine Marty, diede inizio a Villefranche-de-Rouergue a una nuova compagnia intitolata alla Sacra Famiglia.
Le prime costituzioni delle suore di Villefranche vennero approvate l'8 agosto 1832 dal vescovo di Rodez Pierre Giraud (approvate definitivamente dalla Santa Sede nel 1944, vennero nuovamente riviste nel 1985); l'istituto ricevette il pontificio decreto di lode il 25 maggio 1869 e ottenne l'approvazione definitiva il 17 luglio 1875.
La fondatrice è stata canonizzata da papa Pio XII nel 1950.

## Attività e diffusione
Le Suore della Sacra Famiglia hanno come fine l'istruzione e l'educazione cristiana della gioventù, soprattutto di quella più povera.
Sono presenti in Europa (Francia, Belgio, Italia, Regno Unito, Spagna, Svizzera), in Africa (Costa d'Avorio, Egitto, Senegal) in America (Argentina, Bolivia, Brasile) e nelle Filippine: la sede generalizia è a Villefranche-de-Rouergue.
Al 31 dicembre 2005 l'istituto contava 657 religiose in 97 case.